# Катък
Катък или крукмач (наричан още: крокмач, куртмач, катмач) е млечен продукт със солено-кисел вкус. Думата е от турски произход, означава „добавка“.
Названието всъщност се използва за няколко продукта с подобен вкус, но получени по различен начин. Традиционно катък се прави от най-гъстото овче мляко през август.
Млякото се вари на водна баня, след което се оставя на тъмно и хладно място. Разбърква се през няколко часа, дни под ред. Посолява се, не се слага сирище. 
(Сирище е българското име на мая за сирене, или сирна мая. Думата, често се използва и като българско название на ензима с латинско име химозин, който е в основа на самата закваска, наричана мая за сирене, или това, което по традиция е било наричано освен сирище и сирнище, сирна мая, сирна закваска.)
Полученият продукт е дълготраен и може да се използва в продължение на няколко месеца. С цел получаване на по-гъст продукт, преди заквасването овчето мляко се вари на бавен огън в продължение на няколко часа.
Продуктът е най-разпространен в южните части на България. Традицията за приготвяне на катък в този край е, заготовката да се сложи за отлежаване в глинена стомна при непроменяща се температура, като за най-подходящо се посочва кладенец.
Така приготвената смес отлежава дълго, а в някои случаи дори над шест месеца.
През времето, в което продуктът отлежава, млякото се сгъстява и придобива специфичен резливо-кисело-солен вкус.
След изваждането му от кладенеца, стомната се чупи и продуктът се консумира директно без обработка.
В наши дни катък се нарича и просто повече или по-малко хомогенна смес от кисело мляко и овче сирене с евентуална добавка на масло. Това, разбира се, няма качествата на оригиналния продукт.
Под името катък се намират и разновидностите на млечната салата, приготвяна с катък. Обикновено включва съставки като овче сирене, месести чушки (и/или краставици, може и кисели краставички), чесън, олио, печени орехи.
Обикновено се сервира като мезе към ракията.